# Mansión de Vārme
La Mansión de Vārme (en letón: Vārmes muižas pils) es una casa señorial en la parroquia de Vārme, municipio de Kuldīga, en la región histórica de Curlandia, en Letonia occidental.

## Historia

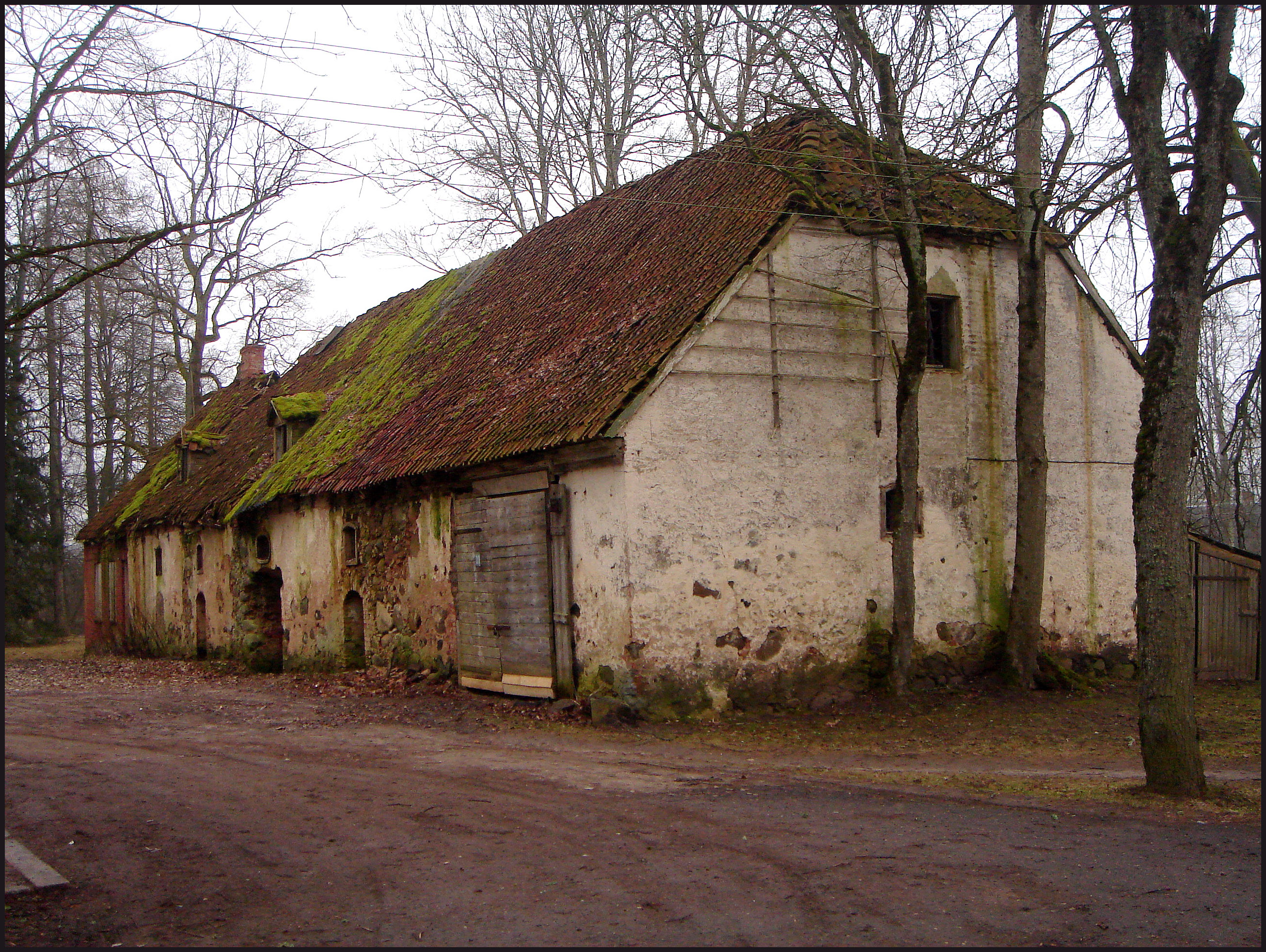
Granero de la mansión.

La mansión fue construida en 1830 por el Barón Brinken. Desde 1926 alberga la escuela primaria de Vārme. En mayo de 2016, la escuela celebró su 90 aniversario.

## Parque de la mansión
Crecen raras especies de árboles en el parque de la antigua mansión y ahora escuela: pino de Weymouth, pino de montaña, alerce europeo, espino blanco, haya europea, fresno americano, nogal blanco, aspen blanco, álamo balsámico, álamo plateado.